# Error experimental
Un error experimental és una desviació del valor mesurat d'una magnitud física respecte al valor real d'aquesta magnitud. En general els errors experimentals són ineludibles i depenen bàsicament del procediment escollit i la tecnologia disponible per realitzar la mesura.

## Errors absoluts i relatius
Hi ha dues maneres de quantificar l'error de la mesura: 
- Mitjançant l'anomenat error absolut, que correspon a la diferència (en valor absolut) entre el valor mesurat fm i el valor real fr.
- Mitjançant l'anomenat error relatiu, que correspon al quocient (s'expressa en %) entre l'error absolut i el valor real fr.

Matemàticament tenim les expressions: 

{\displaystyle E_{abs}=f_{m}-f_{r}\qquad E_{rel}={\frac {f_{m}-f_{r}}{f_{r}}}}

És important notar que en les anteriors expressions el valor real fr és una quantitat desconeguda, per la qual cosa la magnitud exacta de l'error absolut i relatiu és igualment desconeguda. Afortunadament, normalment és possible establir un límit superior per l'error absolut i el relatiu, la qual cosa soluciona a efectes pràctics conèixer la magnitud exacta de l'error comès.

### Error experimental (absolut)
És el valor absolut de la diferència A - B 
Podent ser:
- Una constant, que és completament coneguda per la seva definició per exemple el nombre Pi, o arrel de 2.
- Una constant física que ja ha estat mesura amb anterioritat i el seu valor està en taules ara la velocitat de la llum.
- La quantitat pròpiament objecte de la nostra mesura. Aquestes mesures poden ser directes on indirectes:
  - Indirectes, utilitzar la relació funcional entre dues magnituds. Exemple: Velocitat = Espai / Temps. Si es pretén mesurar la velocitat de la llum, podem mesurar el temps que triga la llum a recórrer una distància i mesurar l'espai recorregut.
  - Directes, mesurar directament la magnitud desitjada, la longitud d'una distància utilitzant un metre.

### Error experimental (relatiu)
És el valor absolut de (A-B) / A.